# Лісне (Приморське міське поселення)
Лісне (рос. Лесное) — селище Свєтлогорського району, Калінінградської області Росії. Входить до складу Міського поселення Примор'є.
Населення —  205 осіб (2015 рік). 

## Населення
| 2010 | 2014 | 2016 | 2017 |
| ---- | ---- | ---- | ---- |
| 196  | ↗205 | ↗223 | ↘221 |